# Пророцтво (манґа)
Пророцтво (яп. 予告犯, Yokokuhan) — японська серія манґи, написана та ілюстрована Тецуєю Цуцуі. Вона серіалізувалась у журналі сейнен манґи Jump X від Shueisha з липня 2011 по серпень 2013. Продовження під назвою Yokokuhan: The Copycat серіалізувалось у тому ж журналі з квітня по жовтень 2014 і пізніше перейшло у журнал Weekly Young Jump, де воно виходило з березня по липень 2015. Ігровий фільм та п'ятисерійний телесеріал вийшли у 2015. Українською манґа вийшла у видавництві MAL'OPUS.

## Медіа

### Манґа
Манґа, видана Shueisha, публікувалась у журналі Jump X з 25 липня 2011 по 10 серпня 2013, її було зібрано у три томи, що виходили з квітня 2012 по вересень 2013. Українською манґу видало видавництво MAL'OPUS, три томи виходили з лютого 2023 по квітень 2024.
Спіноф-манґа під назвою Yokokuhan: The Copycat, ілюстрована Фуміо Обатою, почала вихід в Jump X 10 квітня 2014 року. З припиненням виходу журналу 10 жовтня 2014 року, серія перейшла до Weekly Young Jump з 11 березня 2015 року. Манґа завершилась 23 липня 2015 року. Три томи Yokokuhan: The Copycat публікувались з квітня по серпень 2015 року.
Спіноф-ранобе під назвою Yokokuhan: The Chaser вийшло 19 травня 2015 року.

#### Список томів

##### Пророцтво
| № | Японською       | Японською              | Українською    | Українською            |
| № | Дата виходу     | ISBN                   | Дата виходу    | ISBN                   |
| - | --------------- | ---------------------- | -------------- | ---------------------- |
| 1 | 10 квітня 2012  | ISBN 978-4-08-879310-8 | 28 лютого 2023 | ISBN 978-617-7756-66-7 |
| 2 | 10 грудня 2012  | ISBN 978-4-08-879495-2 | 27 жовтня 2023 | ISBN 978-617-7756-72-8 |
| 3 | 10 вересня 2013 | ISBN 978-4-08-879680-2 | 30 квітня 2024 | ISBN 978-617-8168-01-8 |

##### Yokokuhan: The Copycat
| № | Дата виходу (Японською) | ISBN (Японською)       |
| - | ----------------------- | ---------------------- |
| 1 | 17 квітня 2015          | ISBN 978-4-08-890036-0 |
| 2 | 19 травня 2015          | ISBN 978-4-08-890169-5 |
| 3 | 19 серпня 2015          | ISBN 978-4-08-890294-4 |

### Фільм
6 червня 2015 року в прокат вийшла адаптація у форматі ігрового фільму режисера Йошіхіро Накамури. Прем'єра у Північній Америці відбулася під час LA EigaFest у вересні 2015 року. 4 грудня 2015 року компанія TC Entertainment випустила фільм на DVD та Blu-Ray.

#### Акторський склад
- Тома Ікута — «Газетяр»
- Еріка Тода — Йошіно
- Рьохей Судзукі — Кансай
- Ґаку Хамада — Нобіта
- Йошіоші Аракава — Метабо

### Телесеріал
Японська телевізійна драма з під назвою Yokokuhan: The Pain (яп. 予告犯 -THE PAIN-) складалась із п'яти епізодів, що виходили на Wowow з 7 червня по 5 липня 2015 року. Серіал зрежесований автором кіноадаптації Йошіхіро Накамурою, Кацутоші Хірабаяші та Меґумі Савадою, а сценаристами епізодів виступили Таміо Хаяші та Хіроші Танака. У ньому знявся Норіюкі Хіґашіяма, а Еріка Тода зіграла свою роль із фільму. Лейбл Anchor Records випустив саундтрек серіалу 3 червня 2015 року, усі треки написані Такаші Омамою, головним композитором серіалу. 4 грудня 2015 року компанія TC Entertainment випустила усі епізоди на DVD та Blu-Ray.

## Сприйняття
Третій том досяг 45-го місця в тижневому чарті манґи Oricon, станом на 15 вересня 2013 року було продано 20 871 примірників.
На Anime News Network Ребекка Сільверман поставила першому тому загальну оцінку A−. На manga-news.com серія має оцінку працівників 16 із 20.
Фільм заробив 199 мільйонів єн у перші вікенд в Японії і 553 мільйони єн загалом.